# Alexander Lee Eusebio
Alexander Lee Eusebio, plus communément appelé Alexander ou encore Xander, né le 29 juillet 1988 à Hong Kong, est un chanteur et animateur sud-coréo-chinois. Il est moitié coréen (par sa mère), un quart portugais et un quart chinois par son père. Il fait initialement partie du boys band U-Kiss de 2008 à 2011. Il a commencé sa carrière solo sous MPlus Entertainement, sa nouvelle agence, et a sorti son premier mini-album I Just en 2012.

## Biographie
Alexander est né à Hong Kong et a grandi à Macao ; il a également vécu en Californie et aux États-Unis. Il vit actuellement à Séoul, en Corée du Sud, avec sa grand-mère.
Le père d'Alexander, Anthony Eusebio, est Chinois et Portugais ; sa mère, ChungMi Lee, est Coréenne. Il a une grande sœur Victoria.
Il parle 9 langues : anglais, coréen, chinois (mandarin et cantonais), espagnol, portugais, allemand, français et japonais.

## Carrière
Alexander fait son retour le 6 août 2011 lors d'un fan meeting, When Alexander Met You..., à Hong Kong.
Il sort son premier mini-album I Just le 12 décembre 2011, disponible en trois versions : anglaise, coréenne et chinoise. Le titre I Just est arrivé 37e au classement du Mnet Japan's MCountdown.
Xander participe à un showcase à Akasaka Blitz à Tokyo le 8 décembre 2011 et à Kuala Lumpur en Malaisie le 18 décembre 2011.

Il tient également un fan meeting les 13 et 14 juillet 2012, Specially for Xanderettes.

## Apparitions
Alors qu'il fait partie de U-Kiss, Alexander anime Arirang's radio show Pops in Seoul et Radio School aux côtés de Kevin et Eli.
Il collabore avec plusieurs artistes comme Brave Brothers, en rappant sur leur chanson Finally (avec Kevin) et Hye Ji sur sa chanson Your Love.
Alexander joue dans un film de Michelle Jong, 3 Peas in A Pod, aux côtés de Calvin Chen, qui sort au cinéma en mai 2013, notamment à Singapour.

## Discographie
- 2012 : I Just (EP)

1. I Just
2. Oh Baby
3. Bad Girl